# 神山啓史
神山 啓史（かみやま ひろし、1955年 - ）は、日本の刑事弁護士。龍谷大学法科大学院客員教授。日弁連裁判員本部事務局次長。第二東京弁護士会裁判員裁判推進センター委員。法テラス裁判員裁判弁護技術研究室室長。元・司法研修所刑事弁護教官（2014年-2018年）。

## 人物・経歴
中央大学法学部を卒業後、1983年に弁護士登録。東電OL殺人事件や足利事件などの冤罪事件の弁護人を多く務めており、名張毒ぶどう酒事件についても再審請求の弁護人として冤罪を主張している。
地下鉄サリン事件の刑事裁判では、オウム真理教の幹部の弁護人（５名の弁護人のうちの一人）を務めた。検察官は死刑を求刑したが、第一審では無期懲役の判決が言い渡された。なお、控訴審において第一審判決が破棄され、死刑判決が言い渡された。
裁判員制度の推進者の一人。
テレビドラマ『99.9-刑事専門弁護士-』での、松本潤が演じる主人公の深山大翔（みやま ひろと）のモデルの人物である。
2015年から福島第一原子力発電所事故における指定弁護士（検察官役）を務めている。

## 三大刑事弁護人
高野隆、後藤貞人と共に、三大刑事弁護人として知られている。

## 過去の担当事件
- 東電OL殺人事件
- 名張毒ぶどう酒事件
- 足利事件
- 草加事件
- 福島第一原子力発電所事故における指定弁護士（検察官役）

## 著書
- 『新版 刑事弁護』現代人文社 2009年（共著）
- 『刑事弁護の基礎知識』有斐閣 2015年（共著）[8]
- 『刑事上訴審における弁護活動』成文堂 2016年（共著）
- 『五・七・五で伝える刑事弁護』現代人文社 2019年